# Neuseeländische Faustballnationalmannschaft der Männer
Die neuseeländische Faustballnationalmannschaft der Männer ist die von den neuseeländischen Nationaltrainern getroffene Auswahl neuseeländischer Faustballspieler. Sie repräsentieren die New Zealand Fistball Association (NZFA) auf internationaler Ebene bei Veranstaltungen der International Fistball Association.

## Internationale Erfolge
2017 nahm Neuseeland zum ersten Mal an einem offiziellen Länderspiel teil. Für die Trans-Tasman Fistball Championships 2017 reiste das Nationalteam ins australische Geelong. Im November 2018 nahm das Nationalteam dann zum ersten Mal einen Asien-Pazifikmeisterschaften teil. 2019 soll die erste WM-Teilnahme folgen.

### Weltmeisterschaften
| - 2019 in der Schweiz: 11. Platz (von 18) |

### Asien-Pazifikmeisterschaften
- 2018 in  Australien: 1. Platz (von 4)

### Ozeanienmeisterschaften
| - 2017 in Australien: 2. Platz (von 2) - 2018 in Neuseeland: 2. Platz (von 2) |

## Aktueller Kader
Kader für die Trans-Tasman Fistball Championships 2017.
| Name            | Debüt | LS |
| --------------- | ----- | -- |
| Andrew Buston   | 2017  | 0  |
| Blase Dowall    | 2017  | 0  |
| Dayne Gardner   | 2017  | 0  |
| Preston Genet   | 2017  | 0  |
| Rob Genet       | 2017  | 0  |
| Paul Howe       | 2017  | 0  |
| Steve Mc Kenzie | 2017  | 0  |
| Ross Meecham    | 2017  | 0  |
| Ryan Nelson     | 2017  | 0  |
| Daryl Nelson    | 2017  | 0  |
| Paul Norton     | 2017  | 0  |
| Chris Wilkinson | 2017  | 0  |

## Länderspiele
Aufgelistet sind alle Spiele, die die Faustballnationalmannschaft Neuseelands in seiner bisherigen Zeit bestritt.
| Datum         | Ergebnis | Gegner     | Austragungsort | Anlass                                   | Bemerkungen |
| ------------- | -------- | ---------- | -------------- | ---------------------------------------- | ----------- |
| 4. Feb. 2017  | 1:4      | Australien | Geelong        | Trans-Tasman Fistball Championships 2017 |             |
| 4. Feb. 2017  | 1:4      | Australien | Geelong        | Trans-Tasman Fistball Championships 2017 |             |
| 5. Feb. 2017  | 4:2      | Australien | Geelong        | Trans-Tasman Fistball Championships 2017 |             |
| 27. Jan. 2018 | 0:3      | Australien | Christchurch   | Trans-Tasman Fistball Championships 2018 |             |
| 27. Jan. 2018 | 1:3      | Australien | Christchurch   | Trans-Tasman Fistball Championships 2018 |             |
| 28. Jan. 2018 | 1:3      | Australien | Christchurch   | Trans-Tasman Fistball Championships 2018 |             |
| 28. Jan. 2018 | 0:3      | Australien | Christchurch   | Trans-Tasman Fistball Championships 2018 |             |
| 28. Jan. 2018 | 3:2      | Australien | Christchurch   | Trans-Tasman Fistball Championships 2018 |             |
| 22. Nov. 2018 | 4:1      | Samoa      | Melbourne      | Asien-Pazifikmeisterschaften 2018        |             |
| 23. Nov. 2018 | 4:0      | Indien     | Melbourne      | Asien-Pazifikmeisterschaften 2018        |             |
| 23. Nov. 2018 | 4:3      | Australien | Melbourne      | Asien-Pazifikmeisterschaften 2018        |             |
| 24. Nov. 2018 | 4:1      | Samoa      | Melbourne      | Asien-Pazifikmeisterschaften 2018        | Halbfinale  |
| 24. Nov. 2018 | 4:3      | Australien | Melbourne      | Asien-Pazifikmeisterschaften 2018        | Finale      |